# Artaxiaden
De Artaxiaden (Armeens: Արտաշեսեան արքայատոհմ) waren een vorstenhuis dat regeerde over Armenië van 189 v.Chr. tot de omverwerping van hun gezag in 12 na Chr. Hun rijk omvatte Groter Armenië, Sophene en bij tijden ook Kleiner Armenië en delen van Mesopotamië.
Een zijtak van het Huis der Artaxiaden, de Artaxiden-dynastie, regeerde ook over Kaukasisch Iberië vanaf 93 v.Chr. tot 32 v.Chr..
Hun tegenstanders waren de Seleuciden van Syrië en de Parthen van Perzië en Mesopotamië. Onder hun regering onderging de Armeense cultuur aanzienlijke invloed van het hellenisme.

## Historische achtergrond
Volgens de geograaf Strabo waren Artaxias and Zariadres twee satrapen van het Seleucidenrijk die regeerden over Groter Armenië en Sophene respectievelijk. Na de nederlaag van de Seleuciden in de slag bij Magnesia in 190 v.Chr. kwamen zij in opstand verklaarden zij zich onafhankelijk. Zo werd Artaxias (Armeens: Արտաշես) de eerste koning van het Huis der Artaxiaden in Armenië in 188 v.Chr. Echter, recent onderzoek heeft twijfel doen rijzen over deze gang van zake. Nu wordt aangenomen dat Artaxias en Zariadres lokale figuren waren die verwant waren aan de eerdere Orontiden dynastie in plaats van vreemde komaf. Dit klopt ook beter met hun Irano-Armeense (in plaats van Griekse) namen.

## Consolidatie van de Armeense gebieden onder Artaxias
Artaxias wordt gezien als een van de belangrijkste koningen uit de Armeense geschiedenis. Hij stelde zichzelf voor als de rechtmatige afstammeling van de Orontiden, hoewel die bewering zeker niet beezen is. In het begin van zijn regering waren er nog delen van het Armeense hoogland die onder het bewind van buurstaten vielen. Artaxias slaagde erin de Armeenssprekende gebieden te verenigen onder zijn gezag
Volgens Strabo en Plutarchus stichtte Artaxias ook de Armeense hoofdstad Artaxata. Hij kreeg daarbij hulp van de Carthaagse generaal Hannibal die zijn toevlucht gezocht had aan het hof van Artaxias tegen de Romeinen. De bevolking van de oude hoofdstad van de Orontiden, Ervandashat werd overgebracht naar Artaxata. Er zijn meer dan een dozijn grensstenen gevonden in het huidige Armenië met Aramese inscripties uit de tijd van Artaxias. Het bestaan ervan was al beschreven door Moses van Khorene. In de inscripties beweert Artaxias af te stammen van de Orontiden: Koning Artaxias, de zoon van de Orontide Zariadres.

## Hellenistische cultuur
Hoewel Groter Armenië slechts oppervlakking beïnvloed was door de veroveringen van Alexander de Grote, kwam het land onder de invloed van het hellenisme onder de Orontiden in de derde eeuw v.Chr. Dit proces werd versterkt onder de Artaxiaden en bereikte een hoogtepunt onder Tigranes II de Grote. De invloed is goed te zien in de munten. Zij hebben Griekse inscripties en beschrijven sommige van de koningen als filhelleens, dat wil zeggen liefhebbers van de Griekse cultuur. De vrouw van Tigranes Cleopatra van Pontus bracht Grieken naar het Armeense hof zoals de spreker Amphicrates en de historicus Metrodorus van Scepsis en volgens Plutarchus trof Lucullus, toen hij de Armeense hoofdstad Tigranocerta veroverde een groep Griekse toneelspelers aan die aangekomen waren om voor Tigranes een toneelstuk op te voeren. De opvolger van Tigranes, Artavasdes II schreef zelf Griekse tragedies. Toch bleef er altijd een stevige Perzische component in de Armeense cultuur, vooral in geoloofszaken.

## Verval
Onder Tigranes bereikte het Armeense Rijk kortstondig een hoogtepunt. Deze Artaxiadenkoning had zich echter verbonden met Mithridates VI van Pontus, die in een gevecht op leven en dood gewikkeld was met de Romeinen. In de Derde Mithridatische Oorlog leidde Lucullus een Romeinse leger diep Armenië in. Zijn opvolger Pompeius dwong uiteindelijk Tigranes tot overgave en reduceerd Armenië tot zijn eigen landsgrenzen. Vanaf dit moment werd Armenië een bufferstaat tussen het Parthische en het Romeinse Rijk.
Artavasdes II die Tigranes opvolgde bleef het bondgenootschap met Rome trouw en als Crassus naar zijn raad geluisterd had was het mogelijk niet tot de desastreuse nederlaag bij Carrhae gekomen. Echter toen Marcus Antonius de oostelijke provincies van het Romeinse Rijk onder zijn gezag kreeg waren er redenen voor argwaan. Artavasdes had zijn zuster uitgehuwelijkt aan de troonopvolger van Parthië. In 35 viel Marcus Antonius Armenië aan en sleepte Artavasdes als gevangene naar Egypte, waar hij terechtgesteld werd. Marcus Antonius zette daarop zijn eigen zesjarige zoontje bij Cleopatra, Alexander Helios, op de troon van Armenië. Artavasdes' zoon, Artaxias II, heroverde de troon echter met hulp van de Parthen en richtte een slachting aan onder de Romeinse garnizoenen. Na tien jaar regeren werd hij vermoord. Het koninkrijk viel daarna uiteen in een pro-Romeinse en een pro-Parthische partij totdat het uiteindelijk een Romeins protectoraat werd onder de Augustus. De Artaxiaden verdwenen in de chaos en het zou vrij lang duren voordat de Arsaciden hen zouden opvolgen.

## Artaxiaden koningen van Armenië
(N.B.: Sommige jaartallen zijn een benadering of er bestaat twijfel).
- Artaxias I (188 v.Chr.-c. 165?)
- Artavasdes I
- Tigranes I
- Tigranes II de Grote (95 v.Chr.-55 v.Chr.)
- Artavasdes II (55 v.Chr.-34 v.Chr.)
- Artaxias II (c.30 v.Chr.-20 v.Chr.)
- Tigranes III (20 v.Chr.-8/6 v.Chr.)
- Tigranes IV  en Erato (ca.8 v.Chr. -ca.1 na Chr.)
  - tegenkandidaat hun oom Artavasdes III
  - Erato blijft schaduwkoningin tot 12 na Chr.